# Steereocolea
Steereocolea là một chi rêu trong họ Balantiopsaceae.